# Elección de la Cámara de Consejeros de Japón de 2019
La 25ª elección de los miembros de la Cámara de Consejeros (第25回参議院議員通常選挙 Dai-nijūgo-kai Sangiin giin tsūjō senkyo?) o Cámara Alta de la Dieta de Japón, se realizaron el 21 de julio de 2019 para elegir a 124 de los 245 miembros de dicha Cámara por un período de seis años.
La elección dio como resultado que la coalición gobernante del primer ministro Shinzō Abe perdiera la mayoría de dos tercios necesaria para promulgar una reforma constitucional. El Partido Liberal Democrático también perdió su mayoría en la Cámara Alta, pero mantuvo el control de la Cámara con su socio menor de coalición, Kōmeitō.

## Sistema electoral
La Cámara de Consejeros tiene 245 miembros que ejercen sus funciones durante seis años. Como solo la mitad de sus miembros son reelegidos cada tres años, usando un sistema de «votación paralela», esta cámara no puede ser disuelta.
De los 124 miembros sujetos a elección cada vez, 74 son elegidos por los 47 distritos prefecturales por el voto único no transferible (VUNT) y 50 son elegidos por representación proporcional D'Hondt con listas cerradas.

## Resultados
| Partidos                             | Partidos                           | Distrito electoral | Distrito electoral | Distrito electoral | Proporcional | Proporcional | Proporcional | Escaños     | Escaños      | Escaños | Escaños       | Escaños     |  |
| Partidos                             | Partidos                           | Votos              | %                  | Escaños            | Votos        | %            | Escaños      | Total antes | No elegibles | Ganados | Total después | +/-         |  |
| ------------------------------------ | ---------------------------------- | ------------------ | ------------------ | ------------------ | ------------ | ------------ | ------------ | ----------- | ------------ | ------- | ------------- | ----------- |  |
|                                      | Partido Liberal Democrático        | 20 330 963         | 39.77              | 38                 | 17 711 862   | 35.37        | 19           | 125         | 56           | 57      | 113           | 12          |  |
|                                      | Partido Democrático Constitucional | 7 951 430          | 15.79              | 9                  | 7 917 719    | 15.81        | 8            | 28          | 124          | 17      | 32            | 4           |  |
|                                      | Komeito                            | 3 913 359          | 7.77               | 7                  | 6 536 336    | 13.05        | 7            | 25          | 14           | 14      | 28            | 3           |  |
|                                      | Nippon Ishin no Kai                | 3 664 530          | 7.28               | 5                  | 4 907 844    | 9.80         | 5            | 11          | 6            | 10      | 16            | 5           |  |
|                                      | Partido Comunista                  | 3 710 768          | 7.37               | 3                  | 4 483 411    | 8.95         | 4            | 14          | 6            | 7       | 13            | 1           |  |
|                                      | Partido Democrático para el Pueblo | 3 256 859          | 6.47               | 3                  | 3 481 053    | 6.95         | 3            | 27          | 15           | 6       | 21            | 6           |  |
|                                      | Reiwa Shinsengumi                  | 214 438            | 0.43               | 0                  | 2 280 764    | 4.55         | 2            | 1           | 0            | 2       | 2             | 1           |  |
|                                      | Partido Socialdemócrata            | 191 820            | 0.38               | 0                  | 1 046 011    | 2.09         | 1            | 2           | 1            | 1       | 2             | Sin cambios |  |
|                                      | NHK kara Kokumin wo Mamoru Tō      |                    |                    | 0                  | 987 885      | 1.97         | 1            | 0           | 0            | 1       | 1             | 1           |  |
|                                      | Partido Liberal                    |                    |                    | 0                  |              |              | 0            | 4           | 4            | 0       | 0             | 4           |  |
|                                      | Partido de la Esperanza            |                    |                    | 0                  |              |              | 0            | 3           | 3            | 0       | 0             | 3           |  |
|                                      | Independientes                     |                    |                    |                    |              |              |              |             | 8            | 9       | 17            |             |  |
|                                      |                                    |                    |                    |                    |              |              |              |             |              |         |               |             |  |
| Votos válidos                        |                                    |                    |                    |                    |              |              |              |             |              |         |               |             |  |
| Votos en blanco y nulos              |                                    |                    |                    |                    |              |              |              |             |              |         |               |             |  |
| Total                                | Total                              |                    | 100                | 74                 |              | 100          | 50           | 242         | 121          | 124     | 245           | +3          |  |
| Abstención                           |                                    |                    |                    |                    |              |              |              |             |              |         |               |             |  |
| Votantes registrados / Participación |                                    |                    |                    |                    |              |              |              |             |              |         |               |             |  |